# Bananas (film)
Bananas is een Amerikaanse film uit 1971 met Woody Allen en Louise Lasser. De film is ook geschreven en geproduceerd door Allen. Delen van de film zijn gebaseerd op het boek Don Quixote, U.S.A. van Richard P. Powell. Er werd gefilmd in New York en op verschillende locaties van Puerto Rico: San Juan, Carolina en Loíza. "100 Funniest Movies" van de televisiezender Bravo heeft de film op de 78ste plaats gezet. De film ging in première op 25 april 1971.

## Rolverdeling
| Acteur            | Personage                 |
| ----------------- | ------------------------- |
| Woody Allen       | Fielding Mellish          |
| Louise Lasser     | Nancy                     |
| Carlos Montalban  | Generaal Emilio M. Vargas |
| David Ortiz       | Sanchez                   |
| Natividad Abascal | Yolanda                   |
| Conrad Bain       | Semple                    |